# Albert Sansen
Albrecht (Albert) Josephus Stephanus Cornelius Sansen (Watou, 24 augustus 1916 – Poperinge, 14 oktober 2017) was een Belgisch CVP-politicus, uitgever en drukker.
Sansen werd tijdens de Eerste Wereldoorlog geboren als zoon van de uitgever en drukker Valère Sansen (1885-1976) van het weekblad De Poperinghenaar, dat eerder van 1904 tot 1906 het Notarieel en Nijverheids Annocenblad van Poperinghe en Omstreken heette.
In 1946 nam Albert Sansen samen met zijn broer Jan de uitgeverij en drukkerij over, het weekblad ging verder onder de naam Het Wekelijksch Nieuws. Albert Sansen bleef er actief in het bedrijf tot in 1986, Het Wekelijk Nieuws werd later uitgegeven door Roularta.
In 1941 huwde hij met Maria Van Remortel (1917-2020), met wie hij in 2016 hun albasten huwelijk vierde. Hij stierf een jaar nadien op 101-jarige leeftijd.

## Burgemeester
Na de verkiezingen van 1970 werd hij burgemeester van de West-Vlaamse stad Poperinge. Ook na de fusie van 1977 met de omliggende gemeenten Krombeke, Proven, Reningelst, Roesbrugge-Haringe en Watou bleef hij burgemeester tot 1982.
In 2004 schonk de uitgeverij het archief (380 meter) met boeken, kranten en foto's aan het stedelijk archief van Poperinge.